# 萧山万象汇
萧山万象汇，又称杭州万象汇，是一个杭州商业综合体，包括一座购物中心和两栋高层写字楼，位于杭州市萧山区市心中路与金城路交叉口东北侧，地铁2号线、5号线人民广场站A口旁，项目占地70亩，总建筑面积超30万平米，写字楼高21层。购物中心5层面积超10万平米，入驻商家有万象影城（华东首店）、盒马鲜生、西西弗书店、万宝龙、乐高、戴森、星巴克、北山十号、安德玛、捞神、UGG等。它是萧山首个双地铁上盖综合体项目，2018年6月15日开业。
这是华润置地在杭州建设的首个万象汇项目，也是其继2010年开业的万象城后，在杭投运的第二座商业综合体。

## 图集
- 萧山万象汇
- 萧山万象汇
- 萧山万象汇
- 萧山万象汇
- 萧山万象汇
- 萧山万象汇
- 萧山万象汇的盒馬鮮生门店